# Sphingicampa hubbardi
Sphingicampa hubbardi är en fjärilsart som beskrevs av Dyar 1902. Sphingicampa hubbardi ingår i släktet Sphingicampa och familjen påfågelsspinnare. Inga underarter finns listade i Catalogue of Life.